# Comando dei supporti delle forze operative terrestri
Il Comando dei Supporti delle Forze Operative Terrestri è stato un comando di vertice dell'Esercito Italiano, con sede a Roma, direttamente dipendente dal Comando delle forze operative terrestri.

## Storia
Nato il 1º ottobre 1997, nell'ambito della ristrutturazione della forza armata, è stato un alto comando dell'Esercito Italiano ubicato presso la cittadella militare della Cecchignola di Roma, dipendente dal Comando delle forze operative terrestri e specializzato nel supporto operativo in teatro alle forze terrestri. Il comando dei supporti raggruppava i comandi monoarma impiegati principalmente per compiti operativi ed addestrativi e le scuole di specializzazione dell'Esercito. Il comando era affidato ad un generale di corpo d'armata.
Soppresso il 31 dicembre 2012. Ricostituito a Verona nel 2014, viene nel 2016 riconfigurato come Comando delle Forze Operative Terrestri di Supporto.

## Organizzazione
- Comando artiglieria di Bracciano
- Comando artiglieria controaerei di Sabaudia
- Comando genio di Roma
- Comando logistico di proiezione di Roma
- Scuola delle trasmissioni e informatica di Roma
- Scuola di amministrazione e commissariato di Maddaloni
- Scuola militare di sanità e veterinaria di Roma
- Scuola interforze per la difesa NBC di Rieti